# وارونگی والدن

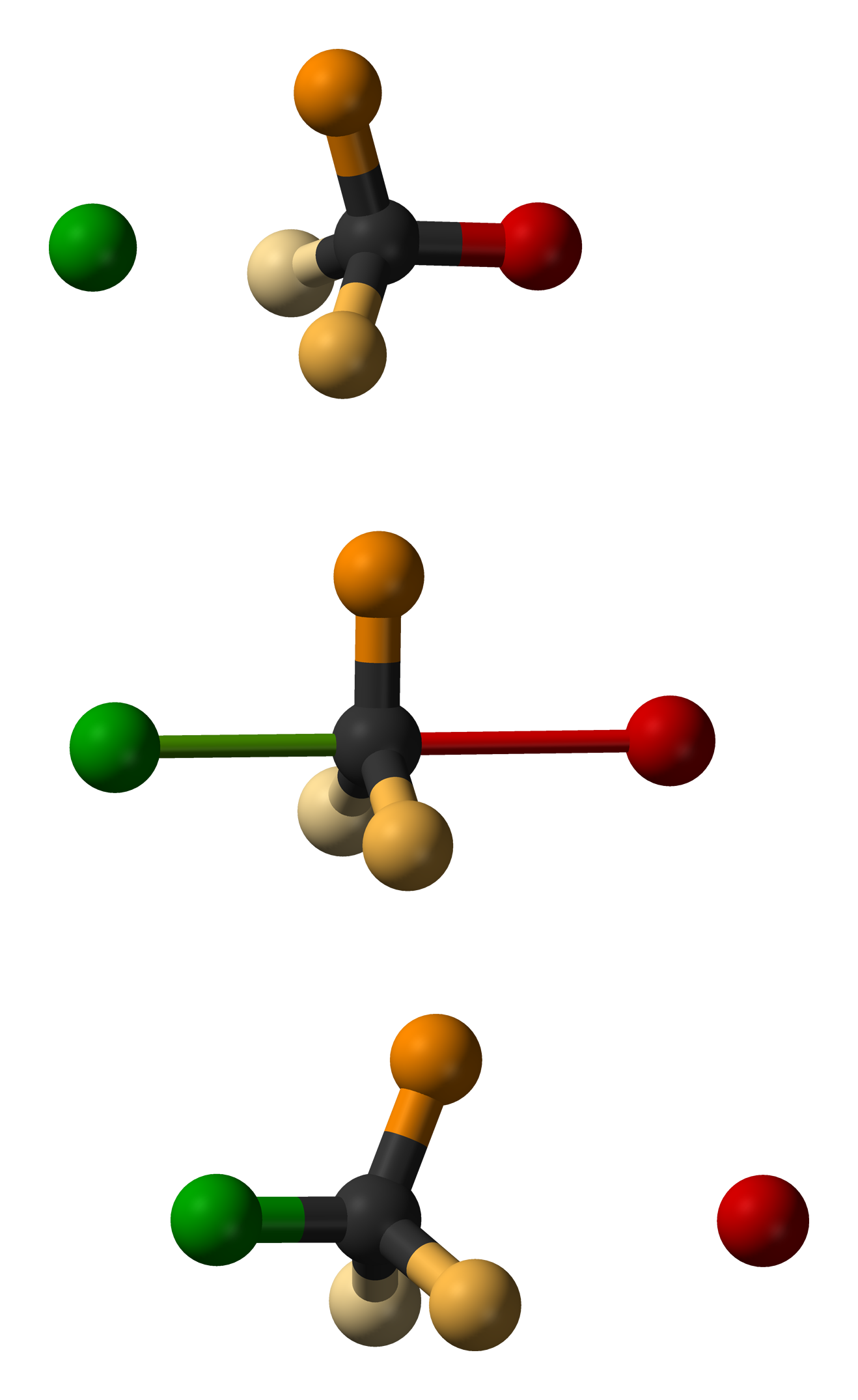
مدل گلوله و میله از سه گام یک واکنش جانشینی هسته‌دوستی دومولکولی؛ هسته دوست با رنگ سبز، گروه ترک کننده با رنگ قرمز و گروه جانشین شونده با رنگ نارنجی نشان داده شده است.

وارونگی والدن عبارت است از وارونگی مولکولی با مرکز دست‌سان یا دستواره در یک واکنش شیمیایی. از آنجایی که یک مولکول می‌تواند دو انانتیومر پیرامون یک مرکز دست‌سان تشکلیل دهد؛ وارونگی والدن شکل مولکول را از یک انانتیومر به دیگری منتقل می‌کند. برای نمونه در یک واکنش جانشینی هسته‌دوستی دومولکولی، وارونگی والدن در یک اتم با هندسهٔ چهار وجهی روی می‌دهد.
این پدیده نخستین بار توسط پاول والدن در سال ۱۸۹۶ مشاهده شد. او توانسته بود انانتیومر یک ترکیب شیمیایی را به انانتیومر دیگر تبدیل کند و برعکس؛ از این رو به این رویداد چرخهٔ والدن هم می‌گویند.